# Position fortifiée de Namur
La position fortifiée de Namur (PFN) était constituée de neuf forts (quatre grands et cinq petits) de part et d’autre de la Meuse autour de Namur (Belgique), construits entre 1888 et 1891, à l’initiative du général Henri Alexis Brialmont (1821-1903).

## Description

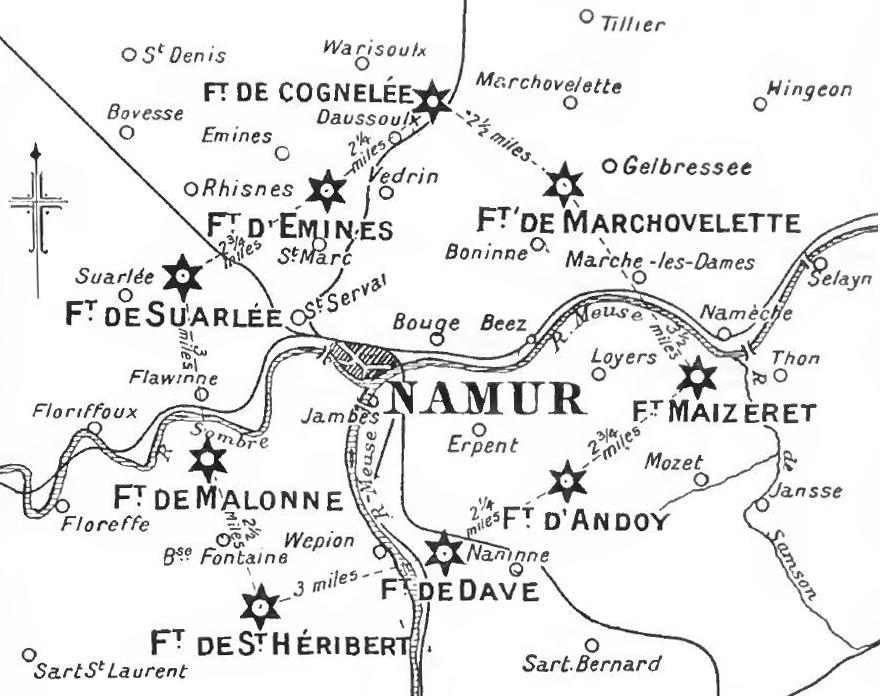
La Position fortifiée de Namur en 1914.

Les forts de Namur ont été disposés comme suit : Dans le sens horaire du nord au sud.
- Fort de Cognelée (rive gauche de la Meuse)
- Fort de Marchovelette (rive gauche)
- Fort de Maizeret, dit « fort du diable » (rive droite)
- Fort d'Andoy (rive droite)
- Fort de Dave (rive droite)
- Fort de Saint-Héribert (rive gauche)
- Fort de Malonne (rive gauche)
- Fort de Suarlée (rive gauche)
- Fort d'Émines (rive gauche)

## Histoire
Les forts ont été construits par l'ingénieur français Jules Baratouxen association avec les entrepreneurs Adrien Hallier et les frères Eugène et Léon Letellier.

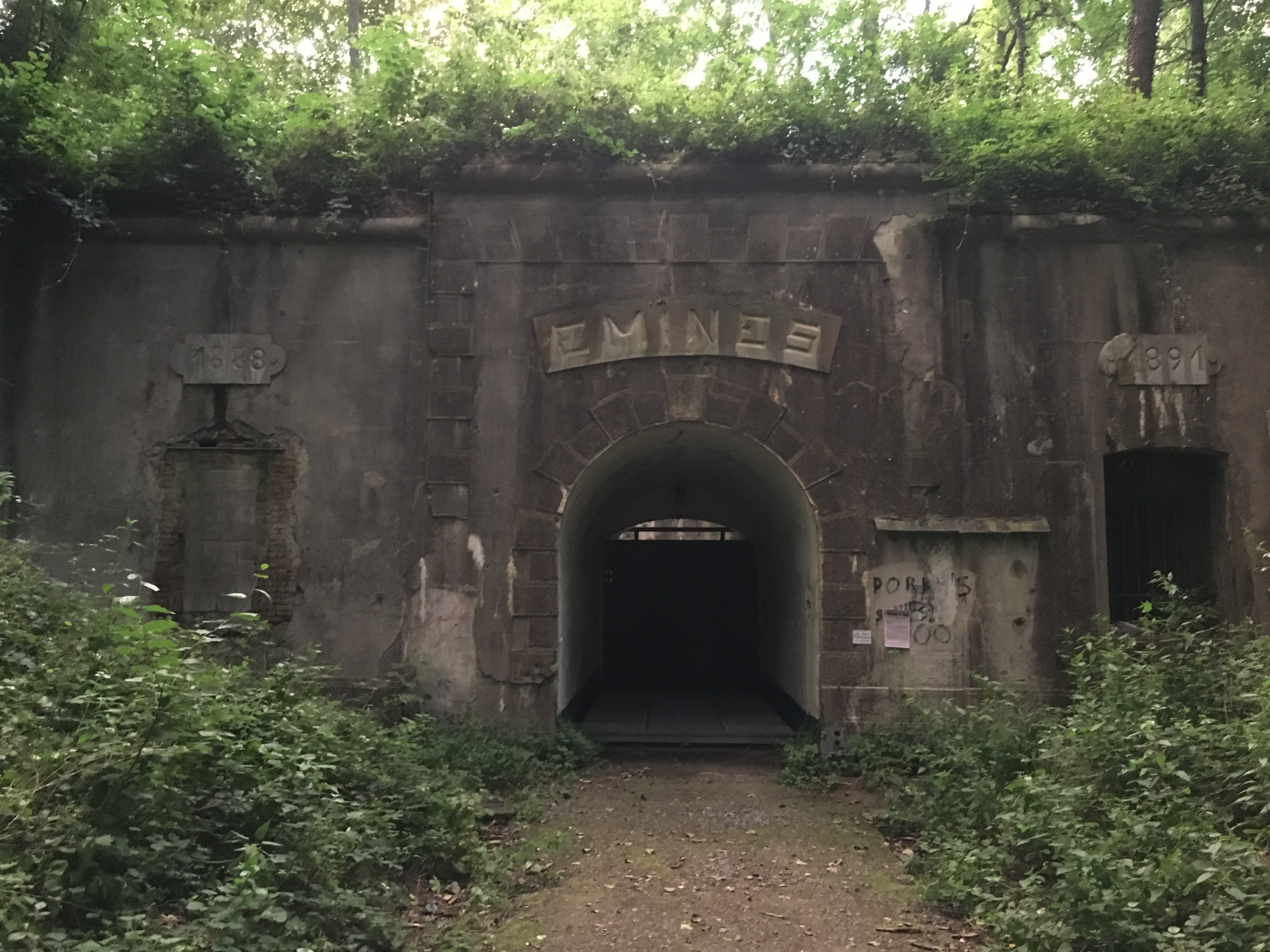
Entrée du fort d'Emines.

Tous les forts ont été construits avec un matériau inédit pour l’époque, le béton (non armé), et équipés de canons équivalents aux plus puissantes pièces d’artillerie de siège françaises et allemandes en 1888 (respectivement le 22 cm et le 21 cm). Le but militaire des forts était de ralentir la progression de l'ennemi le temps de la mobilisation.
De forme triangulaire ou quadrangulaire dans certains cas suivant la nature du terrain, les forts de Namur, de conception identique aux « petits forts » de Liège, sont constitués d’un massif bétonné de 3 à 4 m d’épaisseur entièrement entouré d’un fossé sec de 6 m de profondeur et 8 m de largeur, défendu par des coffres flanquants.
L’entrée unique est placée du côté de la gorge (soit le côté dirigé vers la ville, et donc théoriquement opposé à l’ennemi) et se présente toujours en bas d’une longue rampe d’accès (ce qui permet d’effacer l’entrée au tir ennemi, du moins au tir tendu).
L’entrée est défendue par plusieurs éléments :

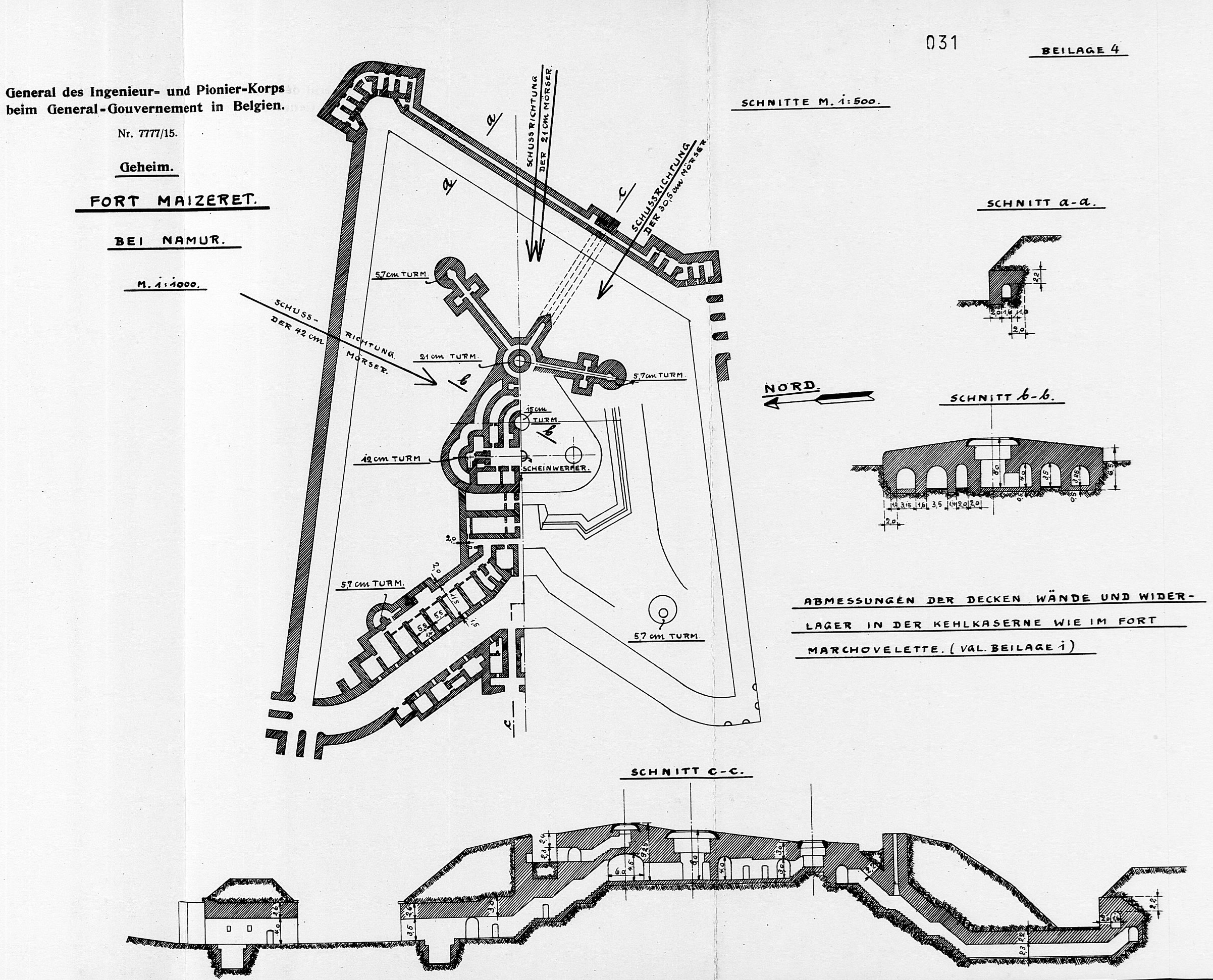
Structure de fort de Maizeret (plan allemand).

1. Structure de fort de Maizeret (plan allemand).tout d'abord un « tambour » comprenant plusieurs embrasures pour fusils, perpendiculairement à la façade ;
2. ensuite un « pont roulant » (qui roule latéralement sous le corps de garde attenant le couloir de l'entrée) qui découvre un fossé sec de 3,50 m de profondeur et long de 5 m, situé au début du couloir d'entrée ; 4 goulottes lance-grenades dirigées devant et derrière le pont complètent ce dispositif ;
3. ensuite une grille ferme la galerie ;
4. enfin, un canon de 5,7 cm placé dans l'axe de la galerie d'entrée, dans une casemate de l'autre côté du fossé de gorge, termine le dispositif défensif de l’entrée.

### L’armement des forts en 1914
Chaque fort possédait trois types d’armement : le premier, sous coupoles cuirassées tournantes, pour l’action lointaine (5 à 8 canons selon la taille du fort), le second, également sous coupoles tournantes (qui étaient en plus éclipsables), pour la défense rapprochée (3 canons de 5,7 cm pour un petit fort triangulaire, 4 pour les autres), et enfin plusieurs canons de 5,7 cm sous casemates (ou « coffres ») pour la défense des fossés (6 à 9 canons de 5,7 cm sur affût « chandelier »).
En 1914, chaque fort était également doté d’un détachement d’infanterie qui pouvait, en théorie du moins, effectuer des sorties sur le terre-plein entourant le massif central, équipé de banquettes de tir en terre lorsque l’ennemi avait investi la place. Dans les faits, il s’est avéré impossible d’effectuer de telles sorties (l’artillerie allemande n’attendait que ça). L’expérience a été tentée une fois au fort de Barchon, à Liège, et s’est soldée par un carnage. De plus, comme l’armement principal des forts était concentré sur le massif central, la seule partie émergente de l’ouvrage, l’artillerie allemande, lorsque son tir était réglé, faisait mouche à chaque coup.

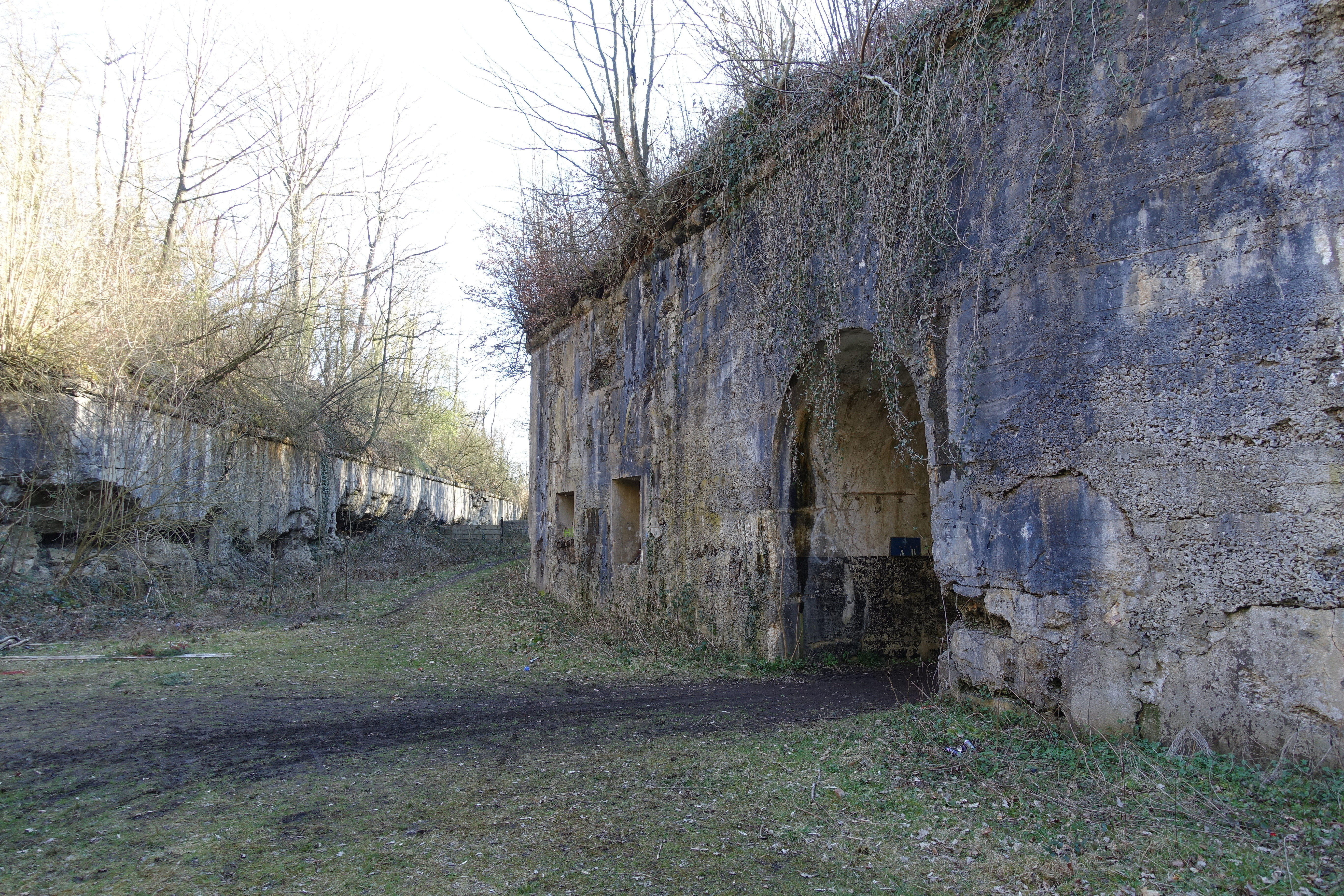
Entrée intérieure du fort de Marchovelette.

Heureusement pour les défenseurs, la dispersion des obus allemands était considérable (au moins 60 % des obus tirés, voire plus pour les plus grosses pièces, n’atteignaient pas leur cible), si bien que les forts ont pu résister un peu et causer des dégâts certains. Les canons des forts étaient certes moins performants que ceux des Allemands, mais c’était en partie compensé par une plus grande précision à l’arrivée et par le fait que les forts pouvaient, dans certains cas, conjuguer leurs tirs sur un même objectif. Ainsi, lorsqu’un fort était investi par des troupes d’infanterie, il pouvait demander de l’aide aux forts voisins (les forts belges étaient conçus pour pouvoir se tirer dessus mutuellement). Brialmont avait disposé les forts de Liège et de Namur de telle façon que l’assaillant, d’où qu’il vienne, était obligé d’attaquer trois forts en même temps.

### Première Guerre mondiale

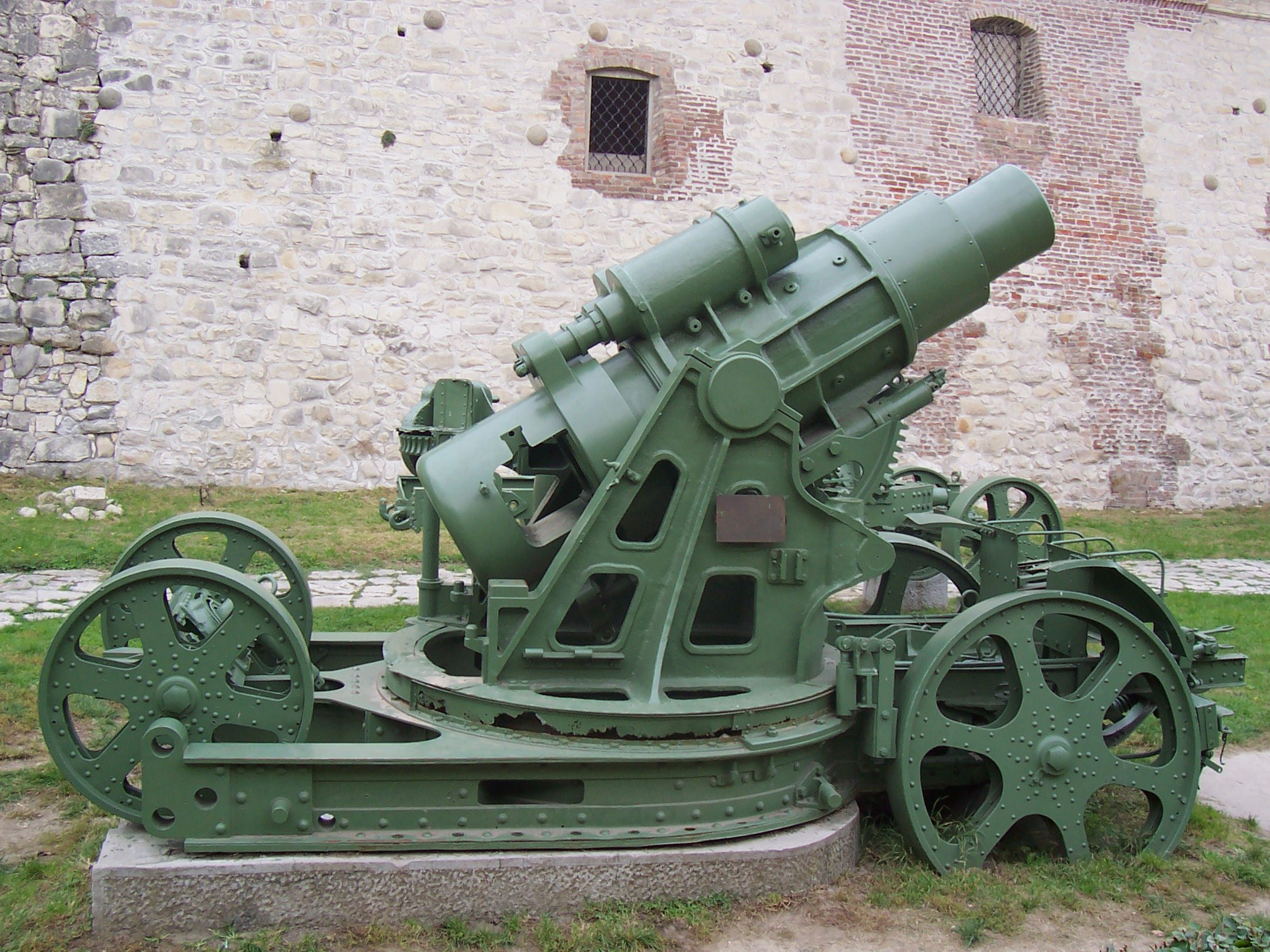
Obusier autrichien Škoda de 305 mm.

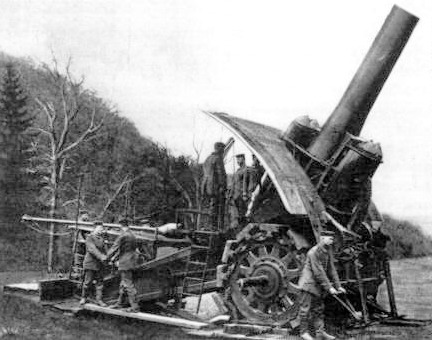
Obusier allemand Krupp de 420 mm type M "Dicke Bertha".

Les forts étaient considérés au début de la Première Guerre mondiale comme imprenables, ce qui s’est rapidement révélé inexact puisque, construits en béton non armé, ils ne pouvaient résister à la puissance de feu des armes développées depuis leur érection en 1887-1891 selon les plans de Henri Alexis Brialmont.
Lors du siège de Namur en août 1914, les Allemands ont retenu les leçons de l’échec cuisant de la première vague d’assaut lancée deux semaines auparavant contre la position fortifiée de Liège, et qui visait à prendre de vive force les différents forts. À Namur, les Allemands constituent immédiatement une armée de siège et commencent, à partir du 21 août vers 10 h du matin, le bombardement méthodique et intensif des forts, ainsi que de la ville elle-même. Les forts de Namur sont soumis à des tirs de la plus lourde artillerie dont disposent les Allemands, à savoir des mortiers autrichiens de 305 mm et les fameux mortiers de 420 mm type M (surnommés « Grosses Bertha »), qui, en plus de leur puissance de feu sans égale (pour donner une idée, le plus gros obus qu’un fort pouvait tirer pesait aux alentours de 90 kg, tandis qu’un obus de Grosse Bertha pesait un peu plus de 800 kg), tirent en dehors de la portée des canons des forts.
Le rapport de force est totalement inégal, et c’est sans surprise qu’ils se rendent relativement rapidement. Il convient de préciser que les garnisons des forts ne se sont en général rendues à l’ennemi qu’après la destruction complète de l’armement des forts, et lorsque l’air était devenu irrespirable (la ventilation des forts était désastreuse, voire inexistante).
Hormis la garnison du fort de Malonne, qui s’est rendue sans combattre et sans que le fort ait été bombardé, les défenseurs des forts de Namur n’ont nullement démérité et ont fait le maximum possible dans la mesure des moyens dont ils disposaient.

### L’entre-deux-guerres
En octobre 1926, le ministre de la Défense nationale Charles de Broqueville, recommande la création d'une commission pour évaluer l'état des fortifications belges. En février 1927, cette commission préconise la remise en état de celles-ci. En 1929, la commission chargée de trouver un système de défense pour la Belgique propose la remise en état de sept forts sur les neufs de la Position fortifiée de Namur.
À partir de 1928, l'on entreprend la rénovation de sept forts à Namur pour remédier aux défauts observés en 1914 : les forts de Marchovelette, Maizeret, Andoy, Dave, Saint-Héribert, Malonne et Suarlée. Les forts de Cognelée et d'Émines sont convertis en dépôt de munitions. L'artillerie est modernisée avec le remplacement des canons de 210 mm par des canons de 150 mm plus efficaces et des emplacements de mitrailleuse sont installés. 156 casemates sont construites dans les intervalles pour constituer une barrière antichar. Des travaux de rénovation sont entrepris pour améliorer le confort de la garnison, les communications et le système d'aération avec la construction de tours d'aération blindées fonctionnant comme des points d'observation. La protection anti-aérienne se résume à quelques mitrailleuses. Les forts ne disposent pas d'infanterie et sont considérés comme des points d'appui d'artillerie.

### Seconde Guerre mondiale
Pendant la campagne des dix-huit jours, en mai 1940, le 7e corps belge, composé de la 8e division d'infanterie et de la 2e division de chasseurs ardennais y établit une forte position faisant la jonction sur la ligne de défense alliée reliant la Meuse à la Dyle. Cette ligne est rapidement débordée au sud par les forces allemandes qui ont percé les lignes françaises sur la Meuse à Dinant et Sedan. Le 15 mai 1940, le 7e corps reçoit l'ordre de retraiter pour rejoindre l'armée belge et abandonne les forts à leur sort. Encerclés et isolés, ils sont soumis au bombardement intensif par l'artillerie et l'aviation allemande à partir du 15 mai 1940. Ils encaissent notamment des torpilles de 1 500 kg larguées par l'aviation. Marchovelette capitule le 18 mai, Suarlée le 19 mai, Malonne et Saint-Héribert le 21 mai, Andoy, et Maizeret le 23 mai et Dave le 24 mai. Maizeret a été la cible du canon de 88 mm anti-aérien, qui a prouvé sa très grande précision contre des cibles fortifiées.

### De nos jours
Seul le fort de Saint-Héribert se visite le weekend à certaines dates ou sur réservation pour les groupes toute l'année. Le fort d'Émines se visite également à certaines occasions telles que les journées du patrimoine. Le fort de Malonne est une réserve naturelle pour les chauves-souris, administrée par le Service Public de Wallonie. Celui de Maizeret a momentanément ouvert ses portes au public en 2010 pour fêter ses 70 ans.